# Ruidoso, New Mexico
Ruidoso är en stad i Lincoln County, New Mexico i USA. Ruidoso har fyra förorter: Ruidoso Downs, Hollywood, Mescalero och Alto. Staden och dess förorter utgör Ruidoso Micropolitan statistical area med drygt 21 000 invånare.

## Ruidoso Downs
Var en by mellan 1840 och 2002. Maj 2002 beslutar  United States Census Bureau att byn som växt ihop med Ruidoso ska ses som förort.Har finns bland annat Ruidoso Downs Race Track, Billy the Kid Casino och the Hubbard Museum of the American West.

## Kända personer
Skådespelaren Neil Patrick Harris växte upp här. Harris är född i Albuquerque i New Mexico i USA och växte upp i Ruidoso. Hans föräldrar, Sheila och Ron Harris, var kända restaurangägare i hemstaden.